# 新主教宫
新主教宫（Neue Residenz）位于奥地利萨尔茨堡老城的主教宫广场，由采邑主教沃尔夫·迪特里希·冯· Raitenau兴建于萨尔茨堡主教座堂东侧。他是当时整个神圣罗马帝国首富，在1588年开始拆迁民房，兴建新主教宫。
1944年，该建筑严重受损，仅存外墙。战后，该建筑得以重建。
现在，新主教宫为萨尔茨堡博物馆所在地。